# Hibridisme

Trets biològics (fenotípics) del pèsol amb què Gregor Mendel va experimentar atès que presenten parells clarament diferenciables: color i rugositat del pèsol i de la beina, color i posició de la flor i llargada de la tija.

En genètica i biologia comparada, l'hibridisme és conjunt de caràcters contraposats que presenten dos individus d'una mateixa espècie en l'encreuament biològic. Fa referència, doncs, als tipus d'unió entre races que són diferents en un o més parells d'al·lels —és a dir, que tenen variants d'un mateix gen.
Aquest concepte és una de les bases fonamentals en les lleis de la genètica mendeliana i que ha aportat als estudis biològics les nocions bàsiques de la genètica moderna. Segons el nombre de parells d'al·lels diferenciats, l'hibridisme rep diferents nomenclatures: mono-, di-, tri-, tetra- i polihibridisme.

## Tipus d'hibridisme
Aquella unió entre dues races que només es diferencien en un sol tret al·lelomòrfic (un parell d'al·lels) rep el nom de monohibridisme. Per altra banda, el dihibridisme és l'encreuament entre dos individus d'una espècie que tenen dos gens dial·lèlics no lligats i la posterior segregació mendeliana que se'n genera. Quan les races difereixen en tres, quatre o més caràcters rep el nom de trihibridisme, tetrahibridisme i polihibridisme, respectivament.
A tall d'exemple, en un cas de dihibridisme els individus descendents de l'encreuament (primera generació filial, F1) proporcionaran 4 gàmetes diferents de cada sexe, corresponents a totes les combinacions possibles entre caràcters. La segona generació filial (F2), en conseqüència, mostrarà 16 possibilitats diferents. I en un cas de tetrahibridisme, en proporcionaran 16 a la F1 i fins a un total de 256 a la F2.